# سیتلن پونا

کلمه «سیتلن پونا» در این ساختار نوشتاری

سیتلن پونا (انگلیسی: Sitelen Pona) یک لوگوگرافی ساخته‌شده است که برای توکی پونا استفاده می‌شود. در ابتدا حدوداً در سال ۲۰۱۳ طراحی شد و در سال ۲۰۱۴ توسط زبانشناس کانادایی سونیا لانگ، خالق این زبان منتشر شد. سایتلن پونا در زبان توکی پونا به معنای «نوشتار خوب» یا «نقاشی خوب» است. این سیستم نوشتاری خاص شامل تصاویر و نمادهایی ساده برای بیان کلمات و مفاهیم این زبان است.

## حروف

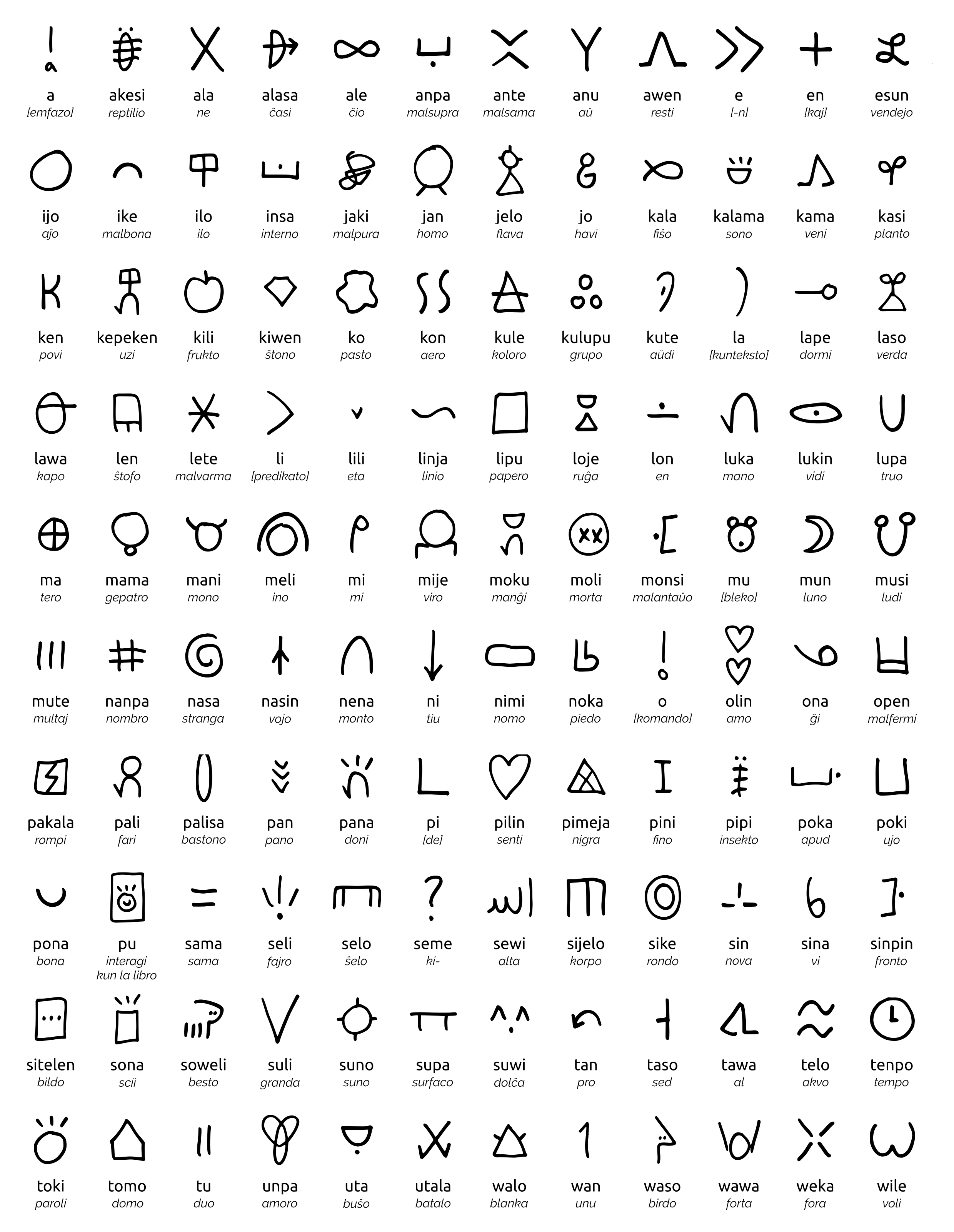
اشکال سایتلن پونا

نسخه اصلی کتاب زبان توکی پونا: زبان خوب (انگلیسی: Toki Pona: The Language of Good)، ۱۲۰ کاراکتر هیروگلیف را معرفی می‌کند، یک شکل برای هر یک از کلمات اصلی آموزش داده شده در کتاب موجود است.